# Adams (Tennessee)
Adams è un comune degli Stati Uniti d'America, situato nello Stato del Tennessee, diviso tra la Contea di Robertson e la Contea di Montgomery.